# Halicyclops propinquus
Halicyclops propinquus – gatunek widłonoga z rodziny Halicyclopidae. Nazwa naukowa tych skorupiaków została opublikowana w 1905 roku przez norweskiego hydrobiologa Georga Ossiana Sarsa.